# Vivalla
Vivalla är en stadsdel i Örebros nordvästra utkant.  

## Historia

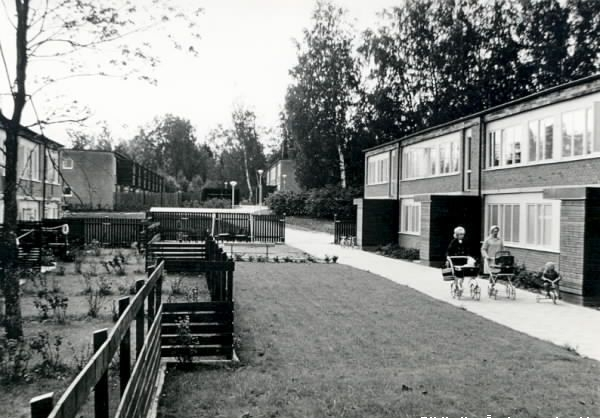
Bostadsområdet Vivalla år 1968.

Vivalla var förr en by inom Längbro socken. Den låg öster om den nuvarande stadsdelen, på det område som nu kallas Boglundsängen. Byn är först känd genom två tegar åkerjord skänktes till Örebro kloster 1480. Även kom den gamla Längbro kyrka och Örebro kyrka i besittning av jord i Vivalla. På 1550-talet fanns det tre gårdar i byn. På 1930-talet fanns det sju jordbruksfastigheter i Vivalla.
1600-talsskalden Lars Wivallius föddes i byn Vivalla, varifrån han också tog sitt namn.
Byn Ökna låg nordväst om Vivalla, något söder om Lundby. Ökna är också känt sedan slutet av 1400-talet, då en bonde sålde sin gård till Riseberga kloster. På 1930-talet fanns det tretton jordbruksfastigheter i Ökna.
400 meter öster om den gamla byn Ökna ligger ett mindre gravfält med sju högar, cirka 3-5 meter i diameter och 0,1–0,6 meter höjd.

## Stadsdelen Vivalla

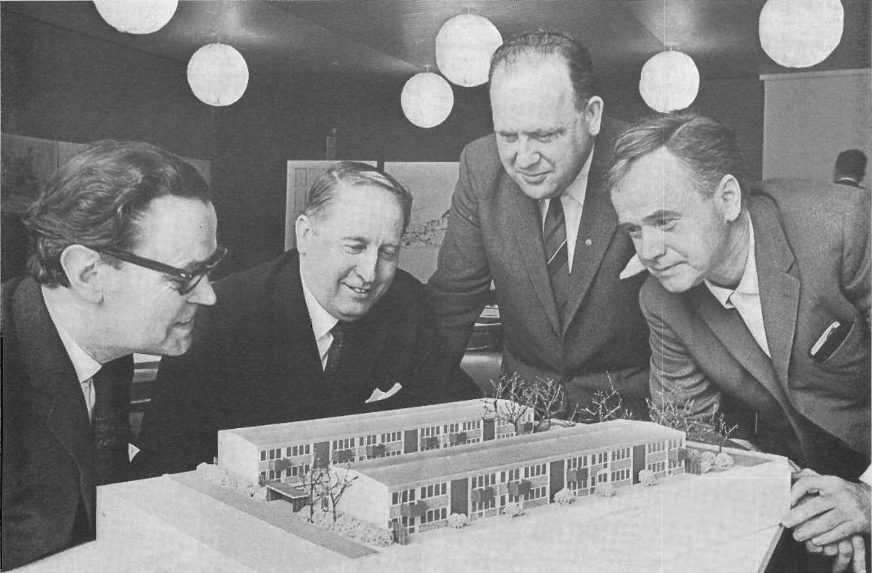
Vinnarna i arkitektpristävlingen kring Vivalla, 1964. Från vänster: professor Lennart Kvarnström, direktör Joel Danielsson, direktör Harald Aronsson, professor Bertil Hultén.

Bostadsområdet Vivalla byggdes i slutet av 1960-talet och stod klart 1970. Området ägs av Örebrobostäder. Det finns cirka 2 400 lägenheter, och antalet invånare är cirka 7 000. Bebyggelsen består av tvåvåningshus. I mitten av området finns även ett höghus som byggdes i mitten av 1990-talet. Mitt i området ligger också Vivalla centrum med vårdcentral, butik och närpolis. Området har även en skola, Vivallaskolan (F–6). Stadsdelen är känd för att TV-serien Svensson, Svensson utspelar sig där, även om serien är inspelad på annan plats.
Vivalla är ett område där man försökte skilja bilar från gårdsmiljön. Vivallaringen utgör stommen, där olika gator, med namn som rör författande som tema utifrån Lars Wivallius, går in från ringen, med parkeringar ganska nära husen. I mitten finns ett grönområde med olika friluftsplatser och skolan. Till varje gatuområde hör ett hus att använda efter gatans behov. Som förskola, fritidshem eller äldresysselsättning.
I norra Vivalla finns ett hus kvar av Ökna by.

## Sociala förhållanden
Vivalla är en stadsdel med stort utanförskap och hög arbetslöshet. Under 2000-talet förändrades befolkningen i Vivalla kraftigt. År 2012 hade mer än 75% av Vivallas invånare utländsk bakgrund. En tredjedel av stadsdelens befolkning är under 15 år. Arbetslösheten är tre gånger högre i Vivalla än i övriga Örebro och utbildningsnivån lägre.
På Vivallaskolan hade 2012 drygt 95% av eleverna utländsk bakgrund och de talade omkring 35 olika språk. Samtidigt har Vivallaskolan ett av landets sämsta studieresultat i grundskolan, och knappt hälften av eleverna som slutar nian har uppnått gymnasiekompetens.
Vivalla är enligt polisen ett ur brottssynpunkt problemområde som klassas som särskilt utsatt område. Vivalla är ett av de socialt utsatta områdena med en koncentration av personer från Afrikas horn där kat missbrukas och hanteringen av kat gör området till en knutpunkt för distribution till Mellansverige.
År 2013 reste de första unga männen som vuxit upp i området för att strida med terrororganisationen Islamiska Staten och år 2016 uppskattade journalisten Niklas Orrenius att ett tjugotal hade rest. År 2015 reste de första flickorna och unga kvinnorna till Syrien.

## Riksdagsval

### 2018
Vivalla är uppdelat i tre valdistrikt: norra, östra och västra. År 2018 blev de tre största riksdagspartierna Socialdemokraterna (65,3–69,9 %), Vänsterpartiet (9,7–11,2 %) och Sverigedemokraterna (6,6–10,8 %).

## Öknaskogen
Nordväst om Vivalla ligger det 2010 inrättade naturreservatet Öknaskogen som sträcker sig upp väster om Lundby.

### Webbkällor
- Om Vivalla på Örebro kommuns webbplats hämtat från the Wayback Machine (arkiverat 2 juni 2012).
- Örebrobostäder
- Vivalla - långt från tv-seriens idyll